# Mario Calvino
Mario Calvino (Sanremo, 26 marzo 1875 – Sanremo, 25 ottobre 1951) è stato un agronomo e botanico italiano, marito della naturalista Eva Mameli, nonché padre dello scrittore Italo Calvino e del geologo Floriano.

## Biografia

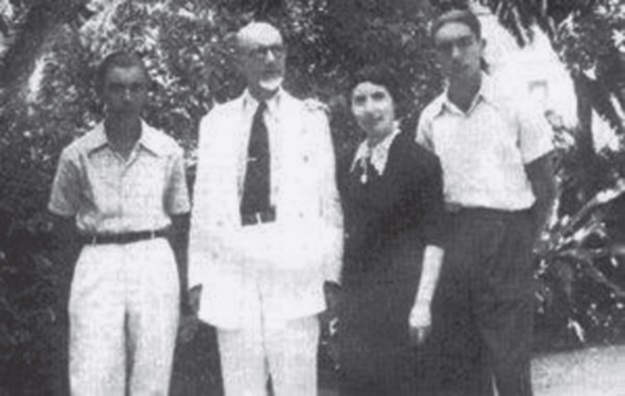
Italo e Floriano Calvino con i genitori nel giardino di villa Meridiana nel 1941

Nato da Giovan Bernardo Calvino e Assunta Guagno, terminati gli studi superiori nella città natale, si trasferisce a Pisa dove si laurea in scienze agrarie nel 1899.
Di famiglia mazziniana repubblicana anticlericale, massone come il padre, il 28 aprile 1902 è affiliato Maestro nella Loggia Mazzini di Sanremo e successivamente si affilia alla Loggia Garibaldi di Imperia.
Nei primi anni del Novecento si prodiga per estendere il processo di floricoltura nella zona dell'imperiese, dove è nominato direttore della cattedra ambulante di agricoltura. Nell'ambito della viticoltura evidenzia l'importanza della pratica del sovescio e della concimazione chimica.
Nel febbraio 1908 il suo nome viene associato ad un intricato caso internazionale, il cosiddetto "caso Calvino", che investì in particolare le diplomazie italiana e russa, in relazione al fallito attentato dell'imperatore Nicola II: la stampa diede risalto al fatto che l'attentatore dello zar, arrestato e condannato alla pena di morte, risultava essere un giornalista italiano di nome Mario Calvino. La mobilitazione di intellettuali e parlamentari, tesa a scongiurarne l'esecuzione, si rivelò vana. Nel prosieguo delle indagini la polizia russa scoprì che non si trattava di un italiano, ma del matematico e astronomo russo Vsevolod Vladimirovič Lebedincev, di idee anarchiche, esule e rientrato in Russia sotto falsa identità, grazie al passaporto e alla tessera di giornalista di Mario Calvino.
Visto che tali documenti risultavano essere autentici, la polizia italiana ne chiese conto a Calvino che fornì agli inquirenti una spiegazione scarsamente verosimile, secondo la quale il passaporto gli era stato sottratto da Lebedincev in occasione di un fortuito incontro in treno e poi, a causa dei suoi numerosi impegni, si era scordato di denunciarne il furto.
La spiegazione fornita era davvero poco credibile e, sentendosi in serio pericolo, nel gennaio 1909 Calvino approfittò di un viaggio di lavoro in Francia per recarsi a Le Havre allo scopo di imbarcarsi per gli Stati Uniti d'America e poi raggiungere il Messico, dove partecipò alla rivoluzione messicana di Pancho Villa.
Nel 1913 divenne vicedirettore della "Scuola nazionale di agricoltura" messicana, occupandosi parallelamente del ruolo di segretario della "Società agraria messicana". Nel 1916 venne nominato dal governo del paese centroamericano direttore dei servizi agrari dello Yucatán.
Nel 1917, a causa del deteriorarsi della situazione politica, accettò l'incarico di Direttore della Stazione Sperimentale di Agricoltura a Santiago de las Vegas, vicino all'Avana, a Cuba, dove nel 1920 lo avrebbe raggiunto Eva Mameli e dove nel 1923 sarebbe nato il primogenito Italo. Secondo alcuni i due si sarebbero sposati per procura dopo un unico fugace incontro. Tra il 1922 e il 1925 Calvino compie dei viaggi in Brasile e alle Hawaii, studiando in particolare le coltivazioni della canna da zucchero.
Dal 1925 rientra con la famiglia in Italia (due anni più tardi nascerà il secondo figlio, Floriano), dirigendo da allora sino a poco prima della morte la stazione sperimentale di floricoltura intitolata a Orazio Raimondo. Calvino si era iscritto al Partito Nazionale Fascista al rientro in Italia nel 1926 e nel 1936, avendo ottenuto l'assegnazione di un corso di agricoltura tropicale e subtropicale presso l'Università di Torino, giurò fedeltà al Re e al Fascismo.
Oltre ad articoli di olivicoltura e di orticoltura, e a numerose relazioni tecniche relative sia al periodo in cui ha retto la cattedra ambulante di agricoltura nella provincia di Porto Maurizio sia al periodo in cui ha diretto la stazione sperimentale di floricoltura di Sanremo, Mario Calvino ha pubblicato diversi trattati scientifici e un manuale di giardinaggio, scritto con sua moglie, edito da Paravia nel 1940 e ristampato nel 2011 da Donzelli.
Dopo l'ennesimo viaggio a Roma per preparare delle pratiche, fu colpito da una bronchite e morì a Sanremo il 25 ottobre 1951. I suoi resti mortali sono sepolti nel cimitero monumentale della Foce.

## Opere principali
- Breve studio sull'agricoltura del territorio di Sanremo, Tip. Ricci, Firenze, 1900.
- Tratado sobre la multiplicacione de las plantas, Graphical Arts, L'Avana, 1920.
- I grandi foraggi tropicali, Ramo Editoriale degli Agricoltori, Roma, 1938.
- 250 quesiti di giardinaggio risolti, con Eva Mameli Calvino, Paravia, 1940.
- Plantas forrajeras: tropicales y subtropicales, Trucco, Messico, 1952.

| Calvino è l'abbreviazione standard utilizzata per le piante descritte da Mario Calvino. Consulta l'elenco delle piante assegnate a questo autore dall'IPNI. |